# Les Schtroumpfs noirs
Ne doit pas être confondu avec Les Schtroumpfs noirs (album).
Les Schtroumpfs noirs est la première histoire de la série Les Schtroumpfs de Peyo et Yvan Delporte. Elle est publiée pour la première fois dans le no 1107 du journal Spirou sous forme de mini-récit. Elle est ensuite redessinée et publiée dans l'album du même nom en 1963.
La majeure partie de l'histoire se déroule au village Schtroumpf, ainsi que dans la forêt.

## Résumé
Les Schtroumpfs travaillent au pont sur la rivière Schtroumpf sous la supervision du Grand Schtroumpf, chef et doyen du village. Un Schtroumpf, plus paresseux que les autres, est alors surpris à deux reprises à dormir au lieu de travailler. Pour qu'il soit plus utile, le Grand Schtroumpf l'envoie dans le bois chercher une grande perche. Il se fait alors piquer à la queue par la mouche Bzz, ce qui le transforme en quelques instants en un Schtroumpf noir. Il devient alors fou, violent et agressif, et son vocabulaire se réduit au cri « Gnap ! ». Son obsession est de contaminer les autres Schtroumpfs en leur mordant la queue, pour qu'ils deviennent noirs à leur tour.
Pendant ce temps, le Grand Schtroumpf, qui a conscience de la menace qui pèse sur le village, s'emploie à trouver un remède pour guérir les Schtroumpfs noirs, mais ses essais restent vains. Il décide alors de partir à la capture de la mouche Bzz pour l'étudier, et s'aperçoit par hasard qu'elle devient bleue et pacifique après avoir respiré du pollen de tubéreuse et émis un éternuement. Il envoie donc les dix Schtroumpfs bleus encore non contaminés par les noirs à la recherche de grandes quantités de ce pollen afin de créer un antidote qu'ils pourront vaporiser sur les Schtroumpfs noirs lors d'une grande bataille. Cependant, un Schtroumpf noir a eu l'idée de se peindre le corps en bleu pour semer la désorganisation parmi les rangs des Schtroumpfs bleus. Lors de la bataille, ceux-ci sont mordus les uns après les autres par les noirs malgré l'épandage de pollen. Alors que le Grand Schtroumpf, seul rescapé des bleus, est mordu à son tour par le faux bleu et s'exclame : « Tout est perdu ! », un incendie se déclare dans son laboratoire et provoque l'explosion d'un récipient contenant un produit dangereux. Le pollen de tubéreuse qui était stocké dans le laboratoire se répand alors dans l'air, et retombe sous forme de gros nuage sur l'ensemble des Schtroumpfs noirs. Ceux-ci, dans un éternuement collectif, redeviennent bleus et retrouvent leur état normal.
Le Grand Schtroumpf déclare que cette maladie a déjà frappé une communauté schtroumpf plusieurs centaines d'années auparavant, alors que lui-même n'était encore qu'un petit Schtroumpf (seulement âgé de cent huit ans), mais tout donne à croire qu'il n'y en aura pas de nouvelle, la mouche Bzz ayant été guérie par le Grand Schtroumpf au cours de cet épisode. Mais, pendant que tout le monde se réjouit, la joie collective s'interrompt lorsque retentit un sonore : « Gnap ! » Les Schtroumpfs se précipitent vers l’endroit d’où est venu le cri, et se trouvent nez à nez avec le Schtroumpf farceur, qui voulait leur faire une blague. De colère, quelqu'un lui fait un œil au beurre noir.

## Personnages
- Le Grand Schtroumpf, personnage principal
- Le Schtroumpf paresseux (première apparition supposée, car quoiqu'étant défini comme fainéant ou tir-au-schtroumpf, il n'est jamais nommé). Ayant été piqué par la mouche Bzz, il transmet plus tard la maladie à un autre Schtroumpf. Mais la deuxième version de L'Œuf et les Schtroumpfs donne à croire qu'il s'agit du Schtroumpf grognon[a].
- Le Schtroumpf à lunettes (il n'apparaît que dans la version redessinée de l'épisode, et sans y être nommé)
- Le Schtroumpf bêta (première apparition, non nommé)
- Le Schtroumpf farceur (première apparition). Il n'a pas encore ses cadeaux explosifs.

## Publication

### Album
Les Schtroumpfs noirs est le premier album des Schtroumpfs. L'album comporte trois histoires : « Les Schtroumpfs noirs », « Le Schtroumpf volant » et « Le Voleur de Schtroumpfs ». Dans « Le Schtroumpf volant », à la huitième case de la deuxième planche, le Schtroumpf à lunettes dit au héros éponyme : « Prudence ! Nous ne sommes pas loin de la cabane du sorcier Gargamel ! » C'est la première mention du sorcier Gargamel dans la série des Schtroumpfs ; celui-ci n'apparaît physiquement que dans « Le Voleur de Schtroumpfs », troisième histoire de l'album.

### Adaptation
Le récit est adapté dans la série télévisée d'animation Les Schtroumpfs avec le titre La mouche Bzz.

## Accusation de racisme aux États-Unis
Dans son Petit Livre bleu. Analyse critique et politique de la société des Schtroumpfs (2011), première monographie critique consacrée aux lutins bleus de Peyo, Antoine Bueno, analyse la société des schtroumpfs comme un archétype d'utopie totalitaire empreinte de stalinisme et de nazisme. Cet essai suscitera une vive polémique en France,.
Une mystérieuse version détournée des Schtroumpfs noirs a été mise en vente lors du festival d'Angoulême, en 2014. Elle faisait écho à la non-publication, pour motif de racisme, de la version originale aux États-Unis. Intégralement imprimée en cyan, elle montrait une lutte de Schtroumpfs bleus contre des Schtroumpfs bleus. Elle était en vente sur le stand de La Cinquième Couche, l'éditeur qui avait déjà proposé un pastiche du Maus d'Art Spiegelman, un détournement d'Ilan Manouach, assisté de Xavier Löwenthal, qu'on retrouvait également lors de la diffusion de Katz.
Pour le chercheur en Culture visuelle, André Gunthert, si invoquer Staline et/ou le nazisme dans l'analyse de la société des Schtroumpfs par Antoine Bueno prête à sourire, la question du racisme, elle, se pose clairement dans la relecture de l'œuvre de Peyo, lorsque Hanna-Barbera Productions adapte dans les années 1980 les aventures des lutins bleus en dessins animés pour le jeune public américain et procède au changement de couleur des schtroumpfs noirs qui deviennent pour l'occasion violets,,,. Devenus Purple Smurfs, y compris dans la version papier reprise par l'éditeur américain Papercutz en 2010 qui édite pour la première fois l'album des Schtroumpfs noirs, le racisme se limite à l'apparence par la modification de la couleur, le récit restant identique. Cependant, cette polémique s'inscrit principalement dans le contexte culturel américain des années 80 et peine à s'appliquer à l'Europe du début des années 60 qui ne connaît pas encore la théorie conspirationiste du grand remplacement, comme le souligne le chercheur :

« Ce n’est qu’aux États-Unis, dans la tradition issue de l’esclavagisme et d’un antagonisme racial marqué par la violence qu’un récit montrant l’opposition de deux groupes, dont l’un marqué du caractère « noir », peut être interprété comme la projection d’une situation sociale. La recontextualisation américaine des Schtroumpfs racialise le signifiant « noir », imposant son éviction. »

 Plutôt que raciste, l'intrigue de l'album de Peyo rappelle la mythologie de l'apocalypse Zombie. Publié 5 ans avant le film d'épouvante La Nuit des morts-vivants (Night of the living dead) de George A. Romero,, modèle du genre, la plupart des éléments du récit des Schtroumpfs noirs reprend les motifs du roman de science-fiction I am legend de l'écrivain américain Richard Matheson publié en 1954. Selon André Gunthert, la couleur des Schtroumpfs noirs s'expliquerait donc par leur nature : des vampires qui se réveillent la nuit pour attaquer les humains.
Cet album d'anticipation qui trouverait sa source dans un récit de science-fiction américain correspond aux goûts littéraires d'Yvan Delporte.

## Traductions
Cet album est longtemps resté inédit aux États-Unis en raison d'une possible interprétation raciste (couleur de peau et caractère violent et stupide des Schtroumpfs noirs). Dans la série télévisée d'animation produite dans les années 1980 par Hanna-Barbera, les Schtroumpfs touchés par l'épidémie devenaient violets. Une version américaine de l'album a finalement été publiée en 2010, reprenant le changement de couleur opéré dans le dessin animé.
| Langue            | Titre(s)                                                  | Année |
| ----------------- | --------------------------------------------------------- | ----- |
| Allemand          | Blauschlümpfe und Schwarzschlümpfe                        | 1979  |
| Anglais           | The Purple Smurfs                                         | 2010  |
| Chinois cantonais | 《變色藍精靈》 (Hong Kong)                                |       |
| Chinois mandarin  | 《黑精灵》 (Chine Continentale) 《變色的小精靈》 (Taïwan) |       |
| Italien           | I puffi neri                                              |       |
| Japonais          | 黒いスマーフ                                              |       |
| Néerlandais       | De zwarte Smurfen                                         | 1963  |